# 堅あげポテト
堅あげポテトは、カルビー株式会社が製造・販売しているスナック菓子。北海道限定で1993年から販売され、2005年より全国販売となった。

## 概要
厚切りのジャガイモを低温で揚げているのが特徴。"噛むほどうまい!"がキャッチコピーであり、食感は堅い。直火釜あげ製法でフライが行われており、これは19世紀半ばにアメリカでポテトチップスが生まれた当時の製法を受け継いだものである。パッケージの裏には堅あげポテトのルーツとして、アメリカ・ニューヨーク州のとあるホテルで客がじゃがいもを薄くスライスして揚げてくれとレストラン長に注文したというエピソードが描かれている。

## 歴代の堅あげポテト
- 初代 - 1993年より発売
- 2代目 - 1995年より発売
パッケージをリニューアル。
- 3代目 - 1996年より発売
パッケージをリニューアル。
- 4代目 - 1997年より発売
パッケージをリニューアル。
- 5代目 - 1998年より発売
パッケージをリニューアル。
- 6代目 - 2000年より発売
パッケージをリニューアル。
- 7代目 - 2006年より発売
パッケージをリニューアル。
- 8代目 - 2007年より発売
パッケージをリニューアル。
- 9代目 - 2009年より発売
パッケージをリニューアル。
- 10代目 - 2012年より発売
パッケージをリニューアル。
- 11代目 - 2017年より発売
現在のもの。[2]

## 商品ラインナップ
サイズは、65g、80g、144g(BIG)と、4連パックの「プッチ4」（15g×4）の4種類。80gはコンビニ限定サイズ・パッケージ。
- 堅あげポテト うすしお味
- 堅あげポテト ブラックペッパー味
- 堅あげポテト 焼きのり味
- 堅あげポテト 九州しょうゆ（地域限定）
- 堅あげポテト 関西だししょうゆ（地域限定）
- 堅あげポテト 北海道バターしょうゆ味（地域限定）

など
その他期間限定、地域限定発売の商品が多数存在する。

### コラボ商品
2023年3月、恩納村立うんな中学校と共同開発した商品、『堅あげポテト でーじまーさんアーサそば味』を発売。恩納村の特産品であるアーサを使用し、味やパッケージデザインも共同で決定した

### 販売を終了した商品
- 堅あげポテト のり味

など

## イメージキャラクター
- 十代目松本幸四郎（2020年 - ） - “堅あげポテト応援部部長”就任[5][6]。また、松本が主演を演じる「鬼平犯科帳」とコラボレーションした商品も発売される[7]。